# Krivaja (Cazin)
Krivaja falu Bosznia-Hercegovinában, a Bosznia-hercegovinai Föderáció Una-Szanai kantonjában.

## Fekvése
Bosznia-Hercegovina északnyugati részén, Bihácstól légvonalban 23, közúton 37 km-re északra, Cazintól légvonalban 10, közúton 13 km-re északnyugatra, a Platnica, a Grabovac és a Krivaja patakok völgyei által szabdalt, erdőkkel tarkított dombvidéken, a Cazinból Šturlić felé vezető út mentén fekszik. Házai a dombhátakon vezető utak mentén sorakoznak.

## Népessége
| Nemzetiségi csoport | Népesség 1991 | Népesség 2013 |
| ------------------- | ------------- | ------------- |
| Szerb               | 0             | 0             |
| Bosnyák             | 1054          | 1219          |
| Horvát              | 1             | 4             |
| Jugoszláv           | 5             | 1             |
| Egyéb               | 5             | 13            |
| Összesen            | 1065          | 1237          |

## Története
A krivajai muszlim közösség, amelyhez Abdakovići, Beganovići, Hasanagići, Džehverovići, Lulići, Hirkići, Muhamedagići, Macanovići, Puškari, Ramići, Skakići és Šišići tartozik, Cazintól 11 kilométerre található. A gyülekezetnek 244 háztartása van. Mecsetjét a feltételezések szerint először a 18. században vagy a 19. század első felében építettek. A jelenlegi mecset 1980 és 1982 között épült. A boszniai háború során (1992 és 2005 között) a mecsetet elpusztították. Az összes faszerkezet, a tető és a teljes belső megsemmisült, ezért a felújítást fokozatosan, prioritások szerint végezték úgy, hogy a külső homlokzat megmaradt. A szájhagyomány szerint ebben a gyülekezetben az állandó imám szolgálatot a következő imámok végezték: Hodža Silić, a 20. század harmincas éveiben (ebben a gyülekezetben halt meg és temették el), Džinić Huskić hodzsa, Hasim Duraković efendi, a hatvanas évek végéről és a hetvenes évek elejéről, Munir Felić efendi, egészen 1984. szeptember 29-ig, amikor Osme Osmanagić efendi, a gyülekezet jelenlegi imámja érkezett. 